# Tweede Kamerverkiezingen 1977/Kandidatenlijst/Federatie Bejaardenpartijen Nederland
Dit is de kandidatenlijst voor de Tweede Kamerverkiezingen 1977 van de Federatie Bejaardenpartijen Nederland. De federatie deed alleen mee in de kieskringen I ('s-Hertogenbosch), II (Tilburg), V (Rotterdam), VI ('s-Gravenhage), VII (Leiden), VIII (Dordrecht), IX (Amsterdam), XIII (Utrecht) en XIV (Leeuwarden).

## De lijst
| Posities (per lijst) | Posities (per lijst) | Posities (per lijst) | Posities (per lijst) | Posities (per lijst) | Posities (per lijst) | Naam                    | Stemmenaantallen (per lijst) | Stemmenaantallen (per lijst) | Stemmenaantallen (per lijst) | Stemmenaantallen (per lijst) | Stemmenaantallen (per lijst) | Stemmenaantallen (per lijst) |
| I, II                | V                    | VI, VII, XIV         | VIII                 | IX                   | XIII                 | Naam                    | I, II                        | V                            | VI, VII, XIV                 | VIII                         | IX                           | XIII                         |
| -------------------- | -------------------- | -------------------- | -------------------- | -------------------- | -------------------- | ----------------------- | ---------------------------- | ---------------------------- | ---------------------------- | ---------------------------- | ---------------------------- | ---------------------------- |
| 1                    | 1                    | 1                    | 1                    | 1                    | 1                    | J. van der Min          | 1.489                        | 428                          | 516                          | 287                          | 485                          | 355                          |
| 2                    | 2                    | 2                    | 2                    | 2                    | 2                    | J.H. Ockhuizen-Gijben   | 277                          | 5                            | 18                           | 6                            | 22                           | 13                           |
| 3                    | 3                    | 3                    | 3                    | 3                    |                      | J.H.T. Seijkens         | 27                           | 1                            | 2                            | 1                            | 1                            |                              |
| 4                    | 4                    | 4                    | 4                    | 4                    | 3                    | Chr.M.J. Nolte          | 5                            | 1                            | 1                            | 4                            | 9                            | 29                           |
| 5                    | 5                    | 5                    | 5                    | 5                    | 4                    | J.H. Zijlstra-Ykema     | 15                           | 2                            | 20                           | 2                            | 3                            | 13                           |
| 6                    | 6                    | 6                    |                      |                      | 5                    | M. Glaser               | 5                            | 0                            | 2                            |                              |                              | 10                           |
| 7                    | 7                    | 7                    | 6                    | 6                    | 6                    | C. van Hall-Schrandt    | 7                            | 2                            | 10                           | 1                            | 5                            | 4                            |
| 8                    | 8                    | 8                    | 7                    | 7                    | 7                    | H. de Wit               | 3                            | 4                            | 7                            | 0                            | 23                           | 0                            |
| 9                    | 9                    | 9                    | 8                    | 8                    | 8                    | A. Kerdel               | 2                            | 42                           | 6                            | 2                            | 0                            | 2                            |
| 10                   | 10                   | 10                   | 9                    | 9                    | 16                   | J. Egeter               | 1                            | 10                           | 1                            | 0                            | 3                            | 3                            |
| 11                   | 11                   | 11                   | 10                   | 10                   | 9                    | G.F.H. van Poppel       | 34                           | 1                            | 1                            | 3                            | 1                            | 0                            |
| 12                   | 12                   | 12                   | 11                   |                      | 10                   | A. Hienekamp            | 2                            | 0                            | 3                            | 0                            |                              | 8                            |
| 13                   | 19                   | 13                   | 12                   |                      |                      | L.M. Potters            | 5                            | 14                           | 1                            | 3                            |                              |                              |
| 14                   | 13                   | 14                   | 13                   | 11                   | 11                   | W.Th.J. Strik-Storij    | 21                           | 2                            | 0                            | 1                            | 0                            | 0                            |
| 15                   | 14                   | 15                   | 14                   | 12                   | 12                   | Ph.M. van der Heijden   | 3                            | 0                            | 2                            | 3                            | 1                            | 5                            |
| 16                   | 15                   | 16                   |                      | 13                   | 13                   | G.J. Kolbrink           | 2                            | 1                            | 1                            |                              | 2                            | 3                            |
| 17                   | 16                   | 17                   | 15                   |                      |                      | N. Lejeune-Ruding       | 12                           | 0                            | 2                            | 0                            |                              |                              |
| 18                   | 18                   | 19                   |                      | 15                   | 15                   | G. Jonkman              | 2                            | 1                            | 6                            |                              | 0                            | 3                            |
| 19                   | 17                   | 18                   | 16                   | 14                   | 14                   | E.J.P. Doncsecz-Bertens | 26                           | 0                            | 2                            | 2                            | 7                            | 1                            |

CDA · PvdA · VVD · PPR · CPN · D'66 · DS'70 · SGP · Boerenpartij · GPV · PSP · RKPN · DAC · Federatie Bejaardenpartijen Nederland · Partij van de Belastingbetalers · SP · NVU · Verbond tegen Ambtelijke Willekeur · Europese Conservatieve Unie · Lijst 18 (kieskring IX) · KENml · RPF · NMP · Lijst 22